# René Gerónimo Favaloro
René Gerónimo Favaloro (La Plata, 19 de juliol de 1923 - Buenos Aires, 29 de juliol de 2000) va ser un educador i cirurgià cardiovascular argentí, reconegut mundialment per haver desenvolupat el bypass coronari utilitzant la vena safena.

## Biografia
René Favaloro va néixer i es va criar a la ciutat de La Plata (capital de la província de Buenos Aires) juntament amb els seus pares Juan Manuel Favaloro -fuster- i Ida Raffaelli de Favaloro -modista-.
El 1934 va començar els seus estudis secundaris al Col·legi Nacional Rafael Hernández. Posteriorment va estudiar a l'Escola de Medicina de la Universitat Nacional de La Plata. Durant el tercer any va començar la seva residència mèdica a l'Hospital Policlínico San Martín. Es va graduar amb un títol de doctor el 1949.
Favaloro es va especialitzar en la intervenció cardiovascular i per la cirurgia toràcica. Durant una visita a la Plata, va coincidir amb el professor José M. Mainetti, que el va dirigir cap a la Clínica Cleveland. Va treballar com a membre de l'equip quirúrgic, amb Donald B. Effler, cap de cirurgia cardiovascular, F. Mason Sons, Jr., que estava a càrrec del Laboratori d'Angiografia i William L. Proudfit, cap del Departament de Cardiologia.
A finals de la dècada de 1960 va començar a estudiar una tècnica per utilitzar la vena safena en la cirurgia coronària. L'estandardització d'aquesta tècnica, anomenada cirurgia de revascularització coronària, va ser el treball fonamental de la seva carrera. El procediment va canviar radicalment el tractament de la malaltia coronària. El 1970 va publicar un dels seus volums més coneguts, Tractament quirúrgic de l'arteriosclerosi coronària.
Va ser membre de la CONADEP (Comissió Nacional per la Desaparició de Persones), va conduir programes de televisió dedicats a la medicina i va escriure llibres. Durant la crisi del 2000, el PAMI (Programa d'Atenció Mèdica Integral) tenia un gran deute econòmic amb la seva fundació. El 29 de juliol de 2000 es va suïcidar amb un tret al cor, després d'escriure una carta al president Fernando De la Rúa.

## Creació de la Fundació Favaloro
Favaloro va tornar a Argentina el 1971 amb el somni de desenvolupar un centre d'excel·lència similar a la Clínica Cleveland, que combinés atenció mèdica, investigació i educació. Tenint en compte això, va fundar la Fundació Favaloro el 1975 juntament amb altres col·laboradors. Va capacitar a més de 450 residents de tota l'Argentina i Amèrica, a més de donar innombrables cursos, seminaris i conferències organitzades per la Fundació, entre ells la distingida 'Cardiologia per al Consultor' que es realitza cada dos anys.
El 1980, Favaloro va establir el Laboratori d'Investigació Bàsica. Posteriorment, es va convertir en l'Institut d'Investigació en Ciències Bàsiques de l'Institut Universitari de Ciències Biomèdiques (Institut d'Investigació en Ciències Bàsiques de l'Institut Universitari de Ciències Biomèdiques) que al seu torn es va transformar en la Universitat Favaloro l'agost de 1998.
El 1992, es va inaugurar a Buenos Aires l'Institut de Cardiologia i Cirurgia Cardiovascular (Institut de Cardiologia i Cirurgia Cardiovascular de la Fundació Favaloro), organització sense ànim de lucre. Amb el lema "tecnologia avançada al servei de l'humanisme mèdic", aquest institut ofereix serveis altament especialitzats de cardiologia, cirurgia cardiovascular i trasplantaments de cor, pulmó, cardiopulmonar, fetge, ronyó i moll d'os, entre altres àrees. Favaloro va centrar la seva carrera allà, envoltat d'un selecte grup de professionals. Un dels seus pacients més famosos va ser el promotor de boxa i propietari de l'estadi Luna Park Tito Lectoure, a qui el Dr. Favaloro va operar el 1990. Va mantenir la seva èmfasi en la prevenció de malalties i promoure regles bàsiques d'higiene per reduir la taxa de mortalitat. Amb aquest objectiu, la Fundació Favaloro investiga programes de detecció i prevenció de malalties.

## Reconeixements
Favaloro va participar en diverses societats, va ser membre actiu en vint i honorari de quaranta-tres.
Alguns dels premis i nombraments rebuts per René G. Favaloro són els següents
- Premi John Scott de 1979, atorgat per la ciutat de Filadèlfia (Estats Units)
- Creació de la Càtedra de Cirurgia Cardiovascular «Dr René G. Favaloro» (Universitat de Tel-Aviv, a Israel, 1980)
- Distinció de la Fundación Conchita Rábago de Jiménez Díaz (Madrid, Espanya, 1982)
- Premi Maestro de la Medicina Argentina (1986)
- Premi Distinguished Alumnus Award de la Cleveland Clinic Foundation (1987)
- The Gairdner Foundation International Award, atorgat per la Gairdner Foundation (Toronto, Canadà, 1987)
- Premi René Leriche atorgat per la International Society of Surgery (1989)
- Gifted Teacher Award, atorgat pel American College of Cardiology (1992)
- Golden Plate Award de l'American Academy of Achievement (1993)
- Premio Konex de Brillante - Ciencia y Tecnología atorgat per la Fundación Konex] (1993)
- Doctor honoris causa per part de la Facultat de Ciències de la Salut de la Universitat Nacional Pedro Henríquez Ureña (UNPHU), Santo Domingo (1993)
- Premi Príncep Mahidol, atorgat per Sa Majestat el Rei de Tailàndia (Bangkok, Tailàndia, 1999).
- Doctor Honoris Causa per la Universitat Autònoma de Barcelona (Bellaterra, 2000)[5]